# 202

## Събития
- Император Септимий Север издава едикт, с който забранява приемането на християнската вяра.
- Един закон забранява женски гладиатори.
- Везувий избухва за първи път отново след 79 г. (Помпей).
- Рим е град с ок. 1.5 милиона жители

## Починали
- Ириней Лионски, епископ, Светия (* 135)